# Walnice Nogueira Galvão
Walnice Nogueira Galvão (São Paulo, 1937) est une essayiste, critique littéraire et professeur d’université bresilienne. Son domaine de spécialité est l’œuvre de João Guimarães Rosa et d’Euclides da Cunha.

## Biographie
Diplômée en sciences sociales à l’université de São Paulo (USP) en 1961, Walnice Nogueira Galvão soutint ensuite, en 1970, sous la direction d’Antônio Cândido de Mello e Souza, une thèse de doctorat en lettres consacrée à l’œuvre de João Guimarães Rosa et intitulée As formas do falso - Um estudo sobre a ambiguidade no Grande Sertão: veredas, laquelle thèse fournira la base de son premier ouvrage publié, au titre homonyme. En 1972, elle fit paraître No calor da hora - A guerra de Canudos nos jornais, qui lui permit d’obtenir l’aggrégation (livre-docência) de l’enseignement supérieur,.
Elle deviendra professeur et chercheuse en théorie littéraire et littérature comparée à l’université de São Paulo (USP), travaillant d’abord comme première assistante d’Antônio Cândido de Mello e Souza. Elle publia plus d’une quarantaine de livres, en plus d’un très grand nombre d’articles dans des journaux et revues, et passe aujourd’hui pour l’une des meilleures spécialistes des œuvres de Guimarães Rosa et d’Euclides da Cunha. Elle se consacra également aux études de genre, avec notamment A donzela-guerreira, de 1998.
Elle enseigna à titre de professeur invité dans plusieurs universités brésiliennes, nord-américaines et européennes, entre autres à l’École normale supérieure (de 1995 à 1996) et aux universités de Vincennes-Saint-Denis (de 1986 à 1987) et de Poitiers (de 1992 à 1994).
Nonobstant son départ à la retraite comme professeur titulaire, elle poursuivit ses activités de critique littéraire et continue de diriger et de conseiller de nombreuses revues culturelles. Elle reste fort active comme intellectuelle militante, s’adonnant en particulier à la vulgarisation scientifique et à l’enseignement populaire dans les bibliothèques, les associations, les mouvements sociaux, les maisons d’édition, les centres d’études etc. ; ainsi coordonne-t-elle des cours de littérature universelle à la bibliothèque municipale Mário de Andrade (BMA, à São Paulo) et intervient comme conseillère et auteur aux éditions du MST. En 2009, elle se vit décerner le prix de la fondation Biblioteca Nacional, dit aussi prix Mário de Andrade, pour son livre Mínima mímica - Ensaios sobre Guimarães Rosa. L’année suivante, l’Académie brésilienne des lettres couronna son livre Euclidiana - Ensaios sobre Euclides da Cunha.

## Principaux ouvrages
- As formas do falso: um estudo sobre a ambiguidade no Grande sertão: veredas (éd. Perspectiva, 1972)
- No calor da hora (éd. Ática, 1973)
- Saco de gatos (éd. Duas Cidades, 1976)
- Mitológica rosiana (éd. Ática, 1978)
- Gatos de outro saco (éd. Brasiliense, 1981)
- Le roman brésilien: une littérature anthropophage au XXe siècle, com Mario Carelli (PUF, 1995)
- Correspondência de Euclides da Cunha (Edusp, 1997)
- Desconversa- Ensaios críticos (éd. de l’UFRJ, 1998)
- A donzela-guerreira: um estudo de gênero (éd. du SENAC, São Paulo, 1998)
- Prezado senhor, prezada senhora: estudos sobre cartas (éd. Companhia das Letras, 2000)
- Le carnaval de Rio: trois regards sur une fête brésilienne (éd. Chandeigne, 2000)
- Euclidiana: ensaios sobre Euclides da Cunha (éd. Companhia das Letras, 2009)
- O império do Belo Monte: vida e morte de Canudos (Fundação Perseu Abramo, 2001)
- As musas sob assédio: literatura e industria cultural no Brasil (éd. du SENAC, São Paulo, 2005)
- Guimarães Rosa (Publifolha, 2000)
- Mínima mímica: ensaios sobre Guimarães Rosa (éd. Companhia das Letras, 2008)
- Indianismo revisitado[6]
- Sombras e Sons (éd. Lazuli, 2010)

## Liens  externes
- Ressource relative à la recherche :   - Persée
- Notice dans un dictionnaire ou une encyclopédie généraliste :   - Enciclopédia Itaú Cultural
- Notices d'autorité :   - VIAF
  - ISNI
  - BnF (données)
  - IdRef
  - LCCN
  - Belgique
  - Pays-Bas
  - Israël
  - NUKAT
  - WorldCat
- Conférence de Walnice Nogueira Galvão à la bibliothèque municipale Mário de Andrade (projet de Mémoire orale), 25 mars 2008.
- Currículo Lattes, répertoire des publications de Walnice Nogueira Galvão.